# Toromys
Toromys är ett släkte av gnagare i familjen lansråttor med två arter som förekommer i norra Sydamerika. Arterna ingick före 2005 i släktet Echimys eller i andra släkten av samma familj.

## Arter och utbredning
Följande arter ingår i släktet.
- Toromys grandis, bor i östra Amazonområdet i Brasilien.
- Toromys rhipidurus, hittas i Peru öster om Anderna och kanske i Ecuador.

## Utseende
Med en genomsnittlig kroppslängd (huvud och bål) av 307 mm är Toromys grandis större än den andra arten. Den senare blir utan svans cirka 237 mm lång. Svansen är lite kortare än alla andra kroppsdelar tillsammans. Typisk för släktet är en svans som är bra täckt med hår, men hos Toromys rhipidurus blir håren glesare fördelad fram till spetsen. Ovansidan är täckt med borstar och taggar som blir smalare fram till spetsen, där de liknar hår. Mellan fötternas trampdynor finns vårtiga utskott. Kraniet är utformat som hos släktena Echimys och Proechimys. Jämförd med släktet Makalata är tandraden längre.
Beroende på art är ovansidan rödbrun eller gulbrun till svart. Svansen har en mörkbrun till svartbrun färg.

## Ekologi
De nattaktiva exemplaren lever i låglandet och klättrar i träd. De vistas ofta nära vattendrag och de vilar i trädens håligheter. Hos Toromys rhipidurus föds två eller tre ungar per kull.

## Hot
Beståndet påverkas regionalt av skogsröjningar. Allmänt översvämmas utbredningsområdet ofta och det är inte attraktiv som bygg- eller åkermark. IUCN listar Toromys grandis som livskraftig (LC). För Toromys rhipidurus är populationens storlek inte känd och den listas med kunskapsbrist (DD).